# Pigafetta filaris
Pigafetta filaris es una especie perteneciente a la familia de las palmeras (Arecaceae).

## Distribución
Originaria de las islas Celebes, Molucas y Nueva Guinea. Se encuentra en el Jardín Botánico de Caracas.

## Descripción
Es una palma monocaule con tronco verde-grisáceo, su copa tiene alrededor de 16 hojas muy espinosas. Inflorescencias interfoliares. Una de las palmas más altas de las selvas asiáticas, llega a medir hasta 50 m de altura.

## Taxonomía
La especie fue descrita inicialmente por Paul Dietrich Giseke como Sagus filaris en Praelectiones in Ordines Naturales Plantarum 94, en 1792, actualmente, es tanto un sinónimo como el basónimo de esta; y ulteriormente sería transferida al género Pigafetta por Odoardo Beccari. y publicado en Malesia Raccolta ..., en 1877.

#### Etimología
Pigafetta: nombre otorgado en honor de Antonio Pigafetta (1491–1534), marino italiano quien circumnavegó el mundo con Magallanes.
filaris: epíteto latino que se refiere a "hilo o cuerda" y hace alusión a la apariencia de cuerdas colgantes de las raquillas de las inflorescencias. 

#### Sinonimia
| - Sagus filaris Giseke (1792). - Metroxylon filare (Giseke) Mart. (1838). - Sagus microcarpa Zipp. ex Hall (1830), nom. inval. - Sagus microsperma Zipp. ex Hall (1830). - Metroxylon microcarpum Kunth (1841). - Metroxylon microspermum Kunth (1841). - Pigafetta papuana Becc. (1877). - Calamus kunzeanus Becc. (1908). - Pigafetta filifera Merr. (1917). |